# Afrorheithrus fallax
Afrorheithrus fallax is een schietmot uit de familie Philorheithridae. De soort komt voor in het Afrotropisch gebied.